# Джанки (фильм, 1928)
«Джанки» (другое название — Мятеж в Гурии) — советский чёрно-белый немой фильм 1928 года режиссёра Александра Цуцунава, снятый на студии Госкинопром Грузии по книге «Мятеж в Гурии» Эгнате Ингороква (Ниношвили).
Премьера фильма состоялась 7 января 1929 (Тбилиси), 9 апреля 1929 (Москва).

## Сюжет

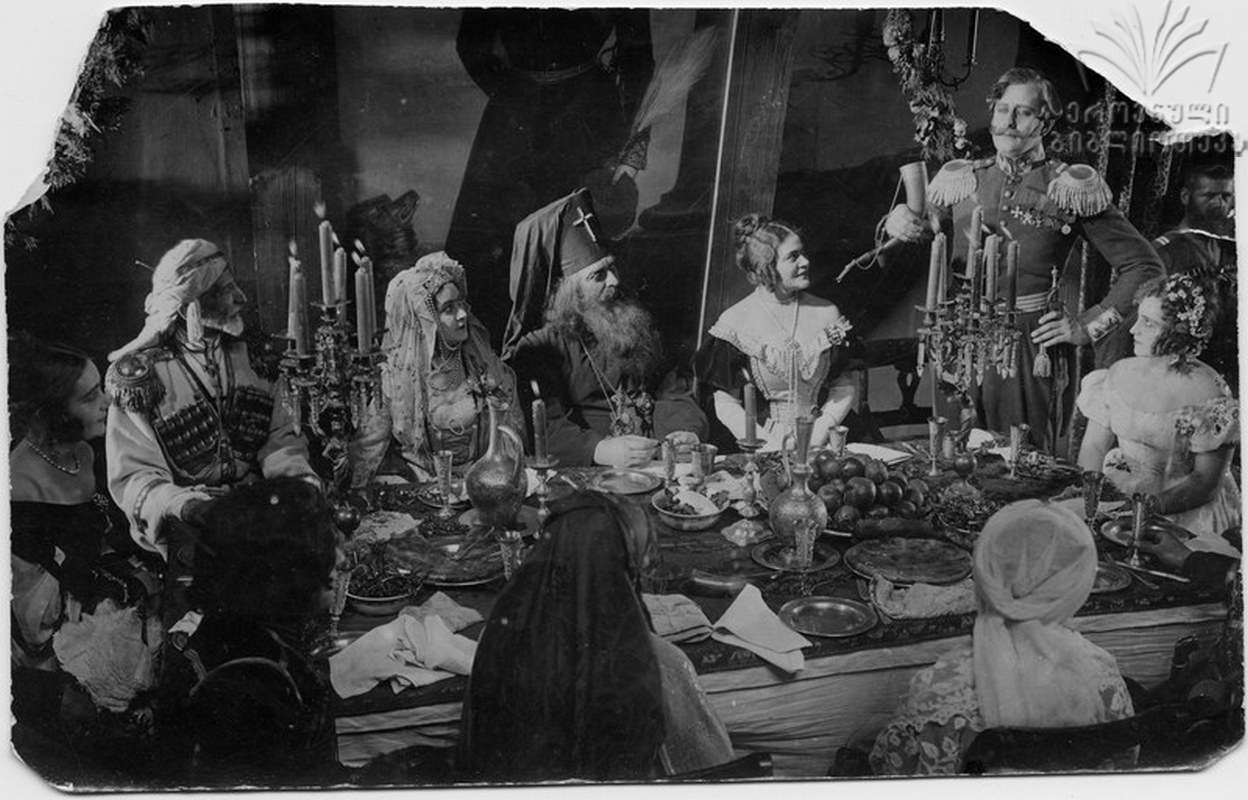
Кадр из фильма

Действие фильма происходит во время восстания в 1841 году на территории бывшего грузинского Гурийского княжества, в то время бывшего частью Грузино-Имеретинской губернии, входившей в состав Российской империи, которое вспыхнуло из-за введённых правительством пошлин и налогов для грузинских крестьян. Повстанцы требовали сменить правительство, ограничившее привилегии родовой знати. Хасан-бек, глава дворянского сообщества, поддерживает требования крестьян, но оказывается перед трудным выбором: принять условия правительства или погибнуть в кровавом мятеже.
Мятежники, к которым присоединились несколько грузинских дворян, вначале сумели захватить бо́льшую часть Гурии, но в конце концов были разбиты русской армией и союзной ей грузинской знатью в сентябре 1841 года.

## В ролях
- Василий Баланчивадзе
- Тамара Болквадзе — дочь графа Телемака
- Сандро Канделаки — Ростом
- Сепе Лордкипанидзе
- Александр Месняев — генерал Брусилов
- Михаил Мгеладзе
- Коция Эристави — Полковник князь Багратиони
- И. Корсунская — жена князя Багратиони
- Исия Назаришвили — сестра Бесия
- Гайоз Мелиава — Бесиа, руководитель восстания
- Сико Палавандишвили — крестьянин
- Владимир Трапаидзе — Толик
- Аркадий Хинтибидзе — Иванэ
- Коте Андроникашвили — Хасан Бек
- Леван Хотивари
- Ш. Сафаров — князь Гито
- Александре Цитлидзе — Антониа
- Н. Элиозишвили — адъютант
- Виктор Гамкрелидзе — Амбако
- Давид Чхеидзе — Симон
- Нико (Николай) Гварадзе — переводчик
- Дуде (Давид) Дзнеладзе
- Александр Гугушвили
- Давид Кобулов
- Шалва Гамбашидзе
- Николоз Мамулашвили
- Т. Гуриели — Граф Телемак
- Елизавета (Елисабет) Черкезишвили — жена Телемака
- Заал Теришвили — эпизод

В фильме показано много массовых сцен: многолюдных собраний и сражений. Кинолента вышла высокозатратной, но успеха не имела. Директор картины  был уволен за перерасход бюджета.